# Халльштадт
Халльштадт (нем. Hallstadt) — город и городская община община  в Германии, в Земле Бавария. 
Подчинён административному округу Верхняя Франкония. Входит в состав района Бамберг.  Население составляет 8551 человек (на 31 декабря 2010 года). Занимает площадь 14,54 км². Официальный код  —  09 4 71 140. Местные регистрационные номера транспортных средств (коды автомобильных номеров) (нем. Kraftfahrzeugkennzeichen) — BA.

## Население
По оценке на 31 декабря 2015 года население общины составляет 8330 чел.
| Дата      | 1840 | 1871 | 1900 | 1925 | 1939 | 1950 | 1961 | 1970 | 1987 | 2011 |
| --------- | ---- | ---- | ---- | ---- | ---- | ---- | ---- | ---- | ---- | ---- |
| Население | 1857 | 2256 | 2455 | 2722 | 3481 | 4492 | 5482 | 6589 | 7436 | 8519 |

| Год       | 1960 | 1970 | 1980 | 1990 | 2000 | 2009 | 2010 | 2011 | 2012 | 2013 | 2014 | 2015 |
| --------- | ---- | ---- | ---- | ---- | ---- | ---- | ---- | ---- | ---- | ---- | ---- | ---- |
| Население | 5667 | 6664 | 7356 | 7862 | 8503 | 8559 | 8551 | 8497 | 8407 | 8364 | 8229 | 8330 |

## Достопримечательности

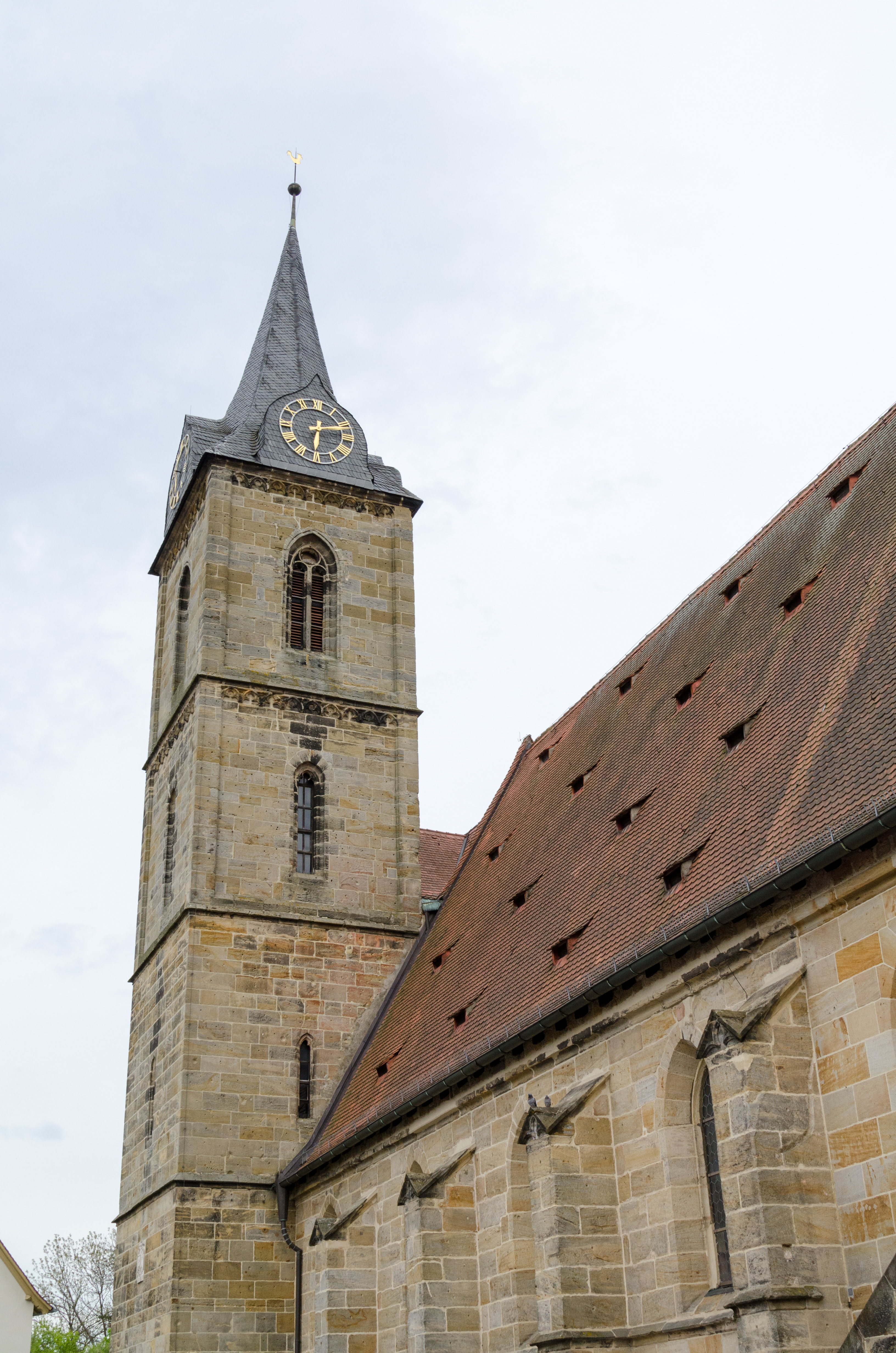
Церковь Святого Килиана

- Церковь  святого Килиана, построена в VIII веке. Перестраивалась в XIV, XV и XX веках[7]